# Großer Preis von Ungarn 2007
Der Große Preis von Ungarn 2007 (offiziell Formula 1 Magyar Nagydíj 2007) fand am 5. August auf dem Hungaroring in Mogyoród statt und war das elfte Rennen der Formel-1-Weltmeisterschaft 2007.

## Bericht

### Hintergrund
Nach dem Großen Preis von Europa führte Lewis Hamilton in der Fahrerwertung mit zwei Punkten vor Fernando Alonso und mit elf Punkten vor Felipe Massa. In der Konstrukteurswertung führte McLaren-Mercedes mit 26 Punkten vor Ferrari und mit 78 Punkten vor BMW Sauber.
Vor dem Rennwochenende gab es zwei Fahrerwechsel: Nachdem beim vorherigen Rennen Markus Winkelhock bei Spyker Christijan Albers ersetzt hatte, wurde er nun selbst durch Sakon Yamamoto ersetzt. Yamamoto startete in der Saison 2006 noch für Super Aguri. Sebastian Vettel ersetzte ab diesem Rennen Scott Speed bei Toro Rosso und war ab diesem Zeitpunkt Stammfahrer.
Mit Jenson Button, Kimi Räikkönen, Alonso und Rubens Barrichello (jeweils einmal) traten vier ehemalige Sieger zu diesem Grand Prix an.

### Training
Die Wetterverhältnisse sorgten bei den Fahrzeugen mit superweichen Reifen für Probleme: aufgrund der hohen Lufttemperatur und geringen -feuchtigkeit war die Strecke sehr staubig, was vermehrt den Gummiabrieb erhöhte und zu Graining führte.
Im ersten freien Training war Robert Kubica Schnellster mit 1:22,390 Minuten, im zweiten freien Training Alonso mit 1:20,919 Minuten und Massa im dritten freien Training mit 1:20,183 Minuten.

### Qualifying
Das Qualifying bestand aus drei Teilen mit einer Nettolaufzeit von 45 Minuten. Im ersten Qualifying-Segment (Q1) hatten die Fahrer 18 Minuten Zeit, um sich für das Rennen zu qualifizieren. Alle Fahrer, die im ersten Abschnitt eine Zeit erzielten, die maximal 107 Prozent der schnellsten Rundenzeit betrug, qualifizierten sich für den Grand Prix. Die besten 16 Fahrer erreichten den nächsten Teil. Hamilton war Schnellster. Jeweils die beiden Honda und Spyker-Piloten sowie Takuma Satō und Vettel schieden aus.
Der zweite Abschnitt (Q2) dauerte 15 Minuten. Die schnellsten zehn Piloten qualifizierten sich für den dritten Teil des Qualifyings. Erneut war Hamilton Schnellster. David Coulthard, Heikki Kovalainen, Alexander Wurz, Massa, Anthony Davidson und Vitantonio Liuzzi schieden aus.
Der letzte Abschnitt (Q3) ging über eine Zeit von zwölf Minuten, in denen die ersten zehn Startpositionen vergeben wurden. Alonso fuhr mit einer Rundenzeit von 1:19,674 Minuten die Bestzeit vor Hamilton und Heidfeld. Wegen Blockierens von Hamilton in der Boxengasse erhielt Alonso nachträglich eine Startplatzstrafe von fünf Plätzen und verlor seine Pole-Position. Hamilton kam so zu seiner vierten Karriere-Pole.

### Rennen
Obwohl Regen vorhergesagt wurde, blieb es wie schon im Training und Qualifying sehr warm und trocken.
Bereits in der ersten Runde kam zu den meisten Überholmanövern und Platzierungskämpfen auf der Strecken, bei denen sich vor allem Alonso, der zuvor fünf Plätze nach hinten versetzt wurde, durchsetzen konnte. Drei Runden später fuhr Yamamoto seinen Wagen in die Leitplanke und fiel aus. Insgesamt hielten sich die Ausfälle in Grenzen: nach Yamamoto mussten außerdem Button und Liuzzi ihre Rennen frühzeitig aufgrund technischer Defekter beenden. Davidson kollidierte in der 41. Runde mit Giancarlo Fisichella, wobei bei ihm die Radaufhängung brach.
Genau wie bei den Ausfällen kam es auch zu wenig Überholmanövern im gesamten Rennen. Stattdessen war letztendlich besonders die jeweilige Boxenstrategie ausschlaggebend für die Endplatzierung.
Hamilton gewann vor Räikkönen, nach einer Endphase, die wegen Hamiltons Reifenschwierigkeiten nach seinem zweiten Boxenstopp mit Spannung bereichert wurde. Für Hamilton war es der dritte Sieg in der Formel-1-Weltmeisterschaft.
Interessant war in der Schlussphase neben dem Duell um den Sieg der Kampf um Platz drei, in dem Heidfeld 1,7 Sekunden Vorsprung auf Alonso über die Ziellinie rettete. Kubica wurde Fünfter und rundete die Vorstellung des BMW Sauber Teams ab, gefolgt von Ralf Schumacher, der durch die Strategie an Nico Rosberg vorbeikam, der seinerseits Siebenter wurde und Kovalainen, dem die Supersofts besser lagen als die härtere Mischung.
In der Fahrerwertung konnte sich Hamilton wieder von Alonso absetzen, während Räikkönen seinen Teamkollegen Massa für den dritten Platz überholte. In der Konstrukteurswertung blieben die ersten drei Positionen unverändert.

## Meldeliste
| Team                        | Nr. | Fahrer               | Chassis           | Motor                | Reifen |
| --------------------------- | --- | -------------------- | ----------------- | -------------------- | ------ |
| Vodafone McLaren Mercedes   | 01  | Fernando Alonso      | McLaren MP4-22    | Mercedes-Benz 2.4 V8 | B      |
| Vodafone McLaren Mercedes   | 02  | Lewis Hamilton       | McLaren MP4-22    | Mercedes-Benz 2.4 V8 | B      |
| ING Renault F1 Team         | 03  | Giancarlo Fisichella | Renault R27       | Renault 2.4 V8       | B      |
| ING Renault F1 Team         | 04  | Heikki Kovalainen    | Renault R27       | Renault 2.4 V8       | B      |
| Scuderia Ferrari Marlboro   | 05  | Felipe Massa         | Ferrari F2007     | Ferrari 2.4 V8       | B      |
| Scuderia Ferrari Marlboro   | 06  | Kimi Räikkönen       | Ferrari F2007     | Ferrari 2.4 V8       | B      |
| Honda Racing F1 Team        | 07  | Jenson Button        | Honda RA107       | Honda 2.4 V8         | B      |
| Honda Racing F1 Team        | 08  | Rubens Barrichello   | Honda RA107       | Honda 2.4 V8         | B      |
| BMW Sauber F1 Team          | 09  | Nick Heidfeld        | BMW Sauber F1.07  | BMW 2.4 V8           | B      |
| BMW Sauber F1 Team          | 10  | Robert Kubica        | BMW Sauber F1.07  | BMW 2.4 V8           | B      |
| Panasonic Toyota Racing     | 11  | Ralf Schumacher      | Toyota TF107      | Toyota 2.4 V8        | B      |
| Panasonic Toyota Racing     | 12  | Jarno Trulli         | Toyota TF107      | Toyota 2.4 V8        | B      |
| Red Bull Racing             | 14  | David Coulthard      | Red Bull RB3      | Renault 2.4 V8       | B      |
| Red Bull Racing             | 15  | Mark Webber          | Red Bull RB3      | Renault 2.4 V8       | B      |
| AT&T Williams               | 16  | Nico Rosberg         | Williams FW29     | Toyota 2.4 V8        | B      |
| AT&T Williams               | 17  | Alexander Wurz       | Williams FW29     | Toyota 2.4 V8        | B      |
| Scuderia Toro Rosso         | 18  | Vitantonio Liuzzi    | Toro Rosso STR-02 | Ferrari 2.4 V8       | B      |
| Scuderia Toro Rosso         | 19  | Sebastian Vettel     | Toro Rosso STR-02 | Ferrari 2.4 V8       | B      |
| Etihad Aldar Spyker F1 Team | 20  | Adrian Sutil         | Spyker F8-VII     | Ferrari 2.4 V8       | B      |
| Etihad Aldar Spyker F1 Team | 21  | Sakon Yamamoto       | Spyker F8-VII     | Ferrari 2.4 V8       | B      |
| Super Aguri F1 Team         | 22  | Takuma Satō          | Super Aguri SA07  | Honda 2.4 V8         | B      |
| Super Aguri F1 Team         | 23  | Anthony Davidson     | Super Aguri SA07  | Honda 2.4 V8         | B      |

## Klassifikationen

### Qualifying
| Pos. | Fahrer               | Konstrukteur       | Q1       | Q2       | Q3       | Start |
| ---- | -------------------- | ------------------ | -------- | -------- | -------- | ----- |
| 01   | Fernando Alonso      | McLaren-Mercedes   | 1:20,425 | 1:19,661 | 1:19,674 | 06    |
| 02   | Lewis Hamilton       | McLaren-Mercedes   | 1:19,570 | 1:19,301 | 1:19,781 | 01    |
| 03   | Nick Heidfeld        | BMW Sauber         | 1:20,751 | 1:20,322 | 1:20,259 | 02    |
| 04   | Kimi Räikkönen       | Ferrari            | 1:20,435 | 1:20,107 | 1:20,410 | 03    |
| 05   | Nico Rosberg         | Williams-Toyota    | 1:20,547 | 1:20,188 | 1:20,632 | 04    |
| 06   | Ralf Schumacher      | Toyota             | 1:20,449 | 1:20,455 | 1:20,714 | 05    |
| 07   | Robert Kubica        | BMW Sauber         | 1:20,366 | 1:20,703 | 1:20,876 | 07    |
| 08   | Giancarlo Fisichella | Renault            | 1:21,645 | 1:20,590 | 1:21,079 | 13    |
| 09   | Jarno Trulli         | Toyota             | 1:20,481 | 1:19,951 | 1:21,206 | 08    |
| 10   | Mark Webber          | Red Bull-Renault   | 1:20,794 | 1:20,439 | 1:21,256 | 09    |
| 11   | David Coulthard      | Red Bull-Renault   | 1:21,291 | 1:20,718 | –        | 10    |
| 12   | Heikki Kovalainen    | Renault            | 1:20,285 | 1:20,779 | –        | 11    |
| 13   | Alexander Wurz       | Williams-Toyota    | 1:21,243 | 1:20,865 | –        | 12    |
| 14   | Felipe Massa         | Ferrari            | 1:20,408 | 1:21,021 | –        | 14    |
| 15   | Anthony Davidson     | Super Aguri-Honda  | 1:21,018 | 1:21,127 | –        | 15    |
| 16   | Vitantonio Liuzzi    | Toro Rosso-Ferrari | 1:21,730 | 1:21,993 | –        | 13    |
| 17   | Jenson Button        | Honda              | 1:21,737 | –        | –        | 17    |
| 18   | Rubens Barrichello   | Honda              | 1:21,877 | –        | –        | 18    |
| 19   | Takuma Satō          | Super Aguri-Honda  | 1:22,143 | –        | –        | 19    |
| 20   | Sebastian Vettel     | Toro Rosso-Ferrari | 1:22,177 | –        | –        | 20    |
| 21   | Adrian Sutil         | Spyker-Ferrari     | 1:22,737 | –        | –        | 21    |
| 22   | Sakon Yamamoto       | Spyker-Ferrari     | 1:23,774 | –        | –        | 22    |

Anmerkungen
1. ↑  Alonso erhielt aufgrund Blockierens von Hamilton eine Startplatzstrafe von fünf Plätzen.
2. ↑  Fisichella erhielt aufgrund Behinderns von Yamamoto eine Startplatzstrafe von fünf Plätzen.

### Rennen
| Pos. | Fahrer               | Konstrukteur       | Runden | Stopps | Zeit        | Start | Schnellste Runde |
| ---- | -------------------- | ------------------ | ------ | ------ | ----------- | ----- | ---------------- |
| 01   | Lewis Hamilton       | McLaren-Mercedes   | 70     | 2      | 1:35:52,991 | 01    | 1:20,171 (13.)   |
| 02   | Kimi Räikkönen       | Ferrari            | 70     | 2      | + 0,715     | 03    | 1:20,047 (70.)   |
| 03   | Nick Heidfeld        | BMW Sauber         | 70     | 3      | + 43,129    | 02    | 1:20,582 (16.)   |
| 04   | Fernando Alonso      | McLaren-Mercedes   | 70     | 2      | + 44,858    | 06    | 1:20,324 (49.)   |
| 05   | Robert Kubica        | BMW Sauber         | 70     | 3      | + 47,616    | 07    | 1:20,324 (40.)   |
| 06   | Ralf Schumacher      | Toyota             | 70     | 2      | + 50,669    | 05    | 1:20,961 (69.)   |
| 07   | Nico Rosberg         | Williams-Toyota    | 70     | 3      | + 59,139    | 04    | 1:20,672 (68.)   |
| 08   | Heikki Kovalainen    | Renault            | 70     | 2      | + 1:08,104  | 11    | 1:20,935 (69.)   |
| 09   | Mark Webber          | Red Bull-Renault   | 70     | 3      | + 1:16,331  | 09    | 1:20,915 (63.)   |
| 10   | Jarno Trulli         | Toyota             | 69     | 2      | + 1 Runde   | 08    | 1:21,253 (48.)   |
| 11   | David Coulthard      | Red Bull-Renault   | 69     | 2      | + 1 Runde   | 10    | 1:21,553 (67.)   |
| 12   | Giancarlo Fisichella | Renault            | 69     | 2      | + 1 Runde   | 13    | 1:21,695 (66.)   |
| 13   | Felipe Massa         | Ferrari            | 69     | 2      | + 1 Runde   | 14    | 1:20,981 (37.)   |
| 14   | Alexander Wurz       | Williams-Toyota    | 69     | 2      | + 1 Runde   | 12    | 1:21,264 (49.)   |
| 15   | Takuma Satō          | Super Aguri-Honda  | 69     | 2      | + 1 Runde   | 19    | 1:20,980 (66.)   |
| 16   | Sebastian Vettel     | Toro Rosso-Ferrari | 69     | 2      | + 1 Runde   | 20    | 1:21,915 (65.)   |
| 17   | Adrian Sutil         | Spyker-Ferrari     | 68     | 2      | + 2 Runden  | 21    | 1:22,263 (67.)   |
| 18   | Rubens Barrichello   | Honda              | 68     | 2      | + 2 Runden  | 18    | 1:22,004 (34.)   |
| –    | Vitantonio Liuzzi    | Toro Rosso-Ferrari | 42     | 1      | DNF         | 13    | 1:22,410 (35.)   |
| –    | Anthony Davidson     | Super Aguri-Honda  | 41     | 1      | DNF         | 15    | 1:22,166 (39.)   |
| –    | Jenson Button        | Honda              | 35     | 1      | DNF         | 17    | 1:22,906 (25.)   |
| –    | Sakon Yamamoto       | Spyker-Ferrari     | 4      | 0      | DNF         | 22    | 1:26,741 (04.)   |

## WM-Stände nach dem Rennen
Die ersten acht des Rennens bekamen 10, 8, 6, 5, 4, 3, 2 bzw. 1 Punkt(e).

### Fahrerwertung
| Pos. | Fahrer               | Konstrukteur     | Punkte |
| ---- | -------------------- | ---------------- | ------ |
| 01   | Lewis Hamilton       | McLaren-Mercedes | 80     |
| 02   | Fernando Alonso      | McLaren-Mercedes | 73     |
| 03   | Kimi Räikkönen       | Ferrari          | 60     |
| 04   | Felipe Massa         | Ferrari          | 59     |
| 05   | Nick Heidfeld        | BMW Sauber       | 42     |
| 06   | Robert Kubica        | BMW Sauber       | 28     |
| 07   | Giancarlo Fisichella | Renault          | 17     |
| 08   | Heikki Kovalainen    | Renault          | 16     |
| 09   | Alexander Wurz       | Williams-Toyota  | 13     |
| 10   | Mark Webber          | Red Bull-Renault | 8      |
| 11   | David Coulthard      | Red Bull-Renault | 8      |
| 12   | Jarno Trulli         | Toyota           | 7      |
| 13   | Nico Rosberg         | Williams-Toyota  | 7      |

| Pos. | Fahrer             | Konstrukteur                    | Punkte |
| ---- | ------------------ | ------------------------------- | ------ |
| 14   | Ralf Schumacher    | Toyota                          | 5      |
| 15   | Takuma Satō        | Super Aguri-Honda               | 4      |
| 16   | Jenson Button      | Honda                           | 1      |
| 17   | Sebastian Vettel   | BMW Sauber / Toro Rosso-Ferrari | 1      |
| 18   | Rubens Barrichello | Honda                           | 0      |
| 19   | Scott Speed        | Toro Rosso-Ferrari              | 0      |
| 20   | Anthony Davidson   | Super Aguri-Honda               | 0      |
| 21   | Adrian Sutil       | Spyker-Ferrari                  | 0      |
| 22   | Christijan Albers  | Spyker-Ferrari                  | 0      |
| 23   | Vitantonio Liuzzi  | Toro Rosso-Ferrari              | 0      |
| –    | Markus Winkelhock  | Spyker-Ferrari                  | 0      |
| –    | Sakon Yamamoto     | Spyker-Ferrari                  | 0      |

### Konstrukteurswertung
| Pos. | Konstrukteur     | Punkte |
| ---- | ---------------- | ------ |
| 01   | McLaren-Mercedes | 153    |
| 02   | Ferrari          | 119    |
| 03   | BMW Sauber       | 71     |
| 04   | Renault          | 33     |
| 05   | Williams-Toyota  | 20     |
| 06   | Red Bull-Renault | 16     |

| Pos. | Konstrukteur       | Punkte |
| ---- | ------------------ | ------ |
| 07   | Toyota             | 12     |
| 08   | Super Aguri-Honda  | 4      |
| 09   | Honda              | 1      |
| 10   | Toro Rosso-Ferrari | 0      |
| 11   | Spyker-Ferrari     | 0      |